# Ивочкин, Владимир Фёдорович
Владимир Фёдорович Ивочкин (27 июня [10 июля] 1906, Тюмень, Тобольская губерния — 1968, Ленинград) — советский строитель эсминцев, лауреат Сталинской премии.

## Биография
- 1923 рабочий изысковой партии в Барнауле
- 1923—1926 учащийся Омского техникума обводных путей сообщения
- 1926—1927 старший техник правления в Новосибирске.
- 1927—1928 конструктор КБ «Севморзавода» в Севастополе.
- 1928—1929 краснофлотец Балтийского флота в Кронштадте.
- 1929—1933 студент Ленинградского кораблестроительного института по специальности «инженер-кораблестроитель».
- 1933—1935 работал на Балтийском заводе строителем специальных судов.
- 1935—1946 в Комсомольске-на-Амуре на заводе № 199 судостроитель, ответственный сдатчик, начальник бюро, главный инженер, и начальник ПЭО. Главный строитель эсминцев проекта 38-бис на заводе в Комсомольске-на-Амуре. С 1937 года — строитель лидера «Киев» (27 декабря 1939 года название изменили на «Серго Орджоникидзе»). Спуск корпуса на воду состоялся 25 июля 1938 года.

В 1946—1948 гг. главный инженер, с августа 1948 по сентябрь 1949 г. директор 3еленодольского завода № 340 (им. А. М. Горького).
С 12 августа 1949 по 8 июля 1952 года — директор Черноморского судостроительного завода (завод № 444, Николаев).
В 1952—1959 гг. — главный строитель завода № 194 в Ленинграде. В 1954—1955 годах — командировка в Китай (заместитель руководителя комиссии Минсудпрома СССР в КНР).
С 1959 г. заместитель главного конструктора ленинградского ЦКБ-32. Приказом от 17 января 1963 года назначен главным инженером, заместителем главного конструктора по судовым устройствам, оборудованию и обитаемости ЦКБ-32.
Сталинская премия 1949 года — за коренные усовершенствования постройки кораблей (за внедрение поточного метода).
Семья: жена Юзефа Яновна Шимановская, сын Клеоник, дочь Нина.
Похоронен на Богословском кладбище Санкт-Петербурга.
Награждён орденами Красной Звезды (1946) и «Знак Почёта».

Могила Ивочкина на Богословском кладбище Санкт-Петербурга.